# Puerto Nuevo (Vega Baja)
Puerto Nuevo es un barrio ubicado en el municipio de Vega Baja en el estado libre asociado de Puerto Rico. En el Censo de 2010 tenía una población de 5908 habitantes y una densidad poblacional de 194,37 personas por km².

## Geografía
Puerto Nuevo se encuentra ubicado en las coordenadas 18°29′36″N 66°23′37″O / 18.49333, -66.39361. Según la Oficina del Censo de los Estados Unidos, Puerto Nuevo tiene una superficie total de 30.4 km², de la cual 6.87 km² corresponden a tierra firme y (77.4%) 23.53 km² es agua.

## Demografía
Según el censo de 2010, había 5908 personas residiendo en Puerto Nuevo. La densidad de población era de 194,37 hab./km². De los 5908 habitantes, Puerto Nuevo estaba compuesto por el 74.54% blancos, el 17.13% eran afroamericanos, el 0.37% eran amerindios, el 0.07% eran asiáticos, el 0.02% eran isleños del Pacífico, el 5.48% eran de otras razas y el 2.39% pertenecían a dos o más razas. Del total de la población el 99.34% eran hispanos o latinos de cualquier raza.